# 십각관의 살인
《십각관의 살인》(十角館の殺人)은 일본의 추리작가 아야쓰지 유키토의 장편 추리소설로 그의 데뷔작이다. 관 시리즈의 첫 번째 작품으로, 신 본격 미스터리 붐의 효시로 평가받고 있다.

## 줄거리
츠노시마에 합숙을 하러 가게 된 미스터리 동호회 회원들.
그리고 그곳에서 일어나는 살인 사건.
과연 범인은 누구인가.

## 등장인물

### 육지에 있는 인물
- 시마다 기요시(島田潔)
- 가와미나미 다카아키(江南孝明)
- 모리스 쿄이치(守須恭一)
- 나카무라 코우지로(中村紅次郎)
- 요시가와 마사코(吉川政子)

### 추리소설 연구회
- 엘러리 : 법학부 3학년
- 포 : 의학부 4학년
- 카 : 법학부 3학년
- 반 : 이학부 3학년
- 아가사 : 약학부 3학년
- 올치 : 문학부 2학년
- 르루 : 문학부 2학년

### 기타
- 나카무라 세이지(中村青司)
- 나카무라 코지로(中村紅次郎)
- 나카무라 치오리(中村千織)
- 요시카와 세이이치(吉川誠一)

## 같이 보기
- 관 시리즈